# U-Bahnhof Amrumer Straße

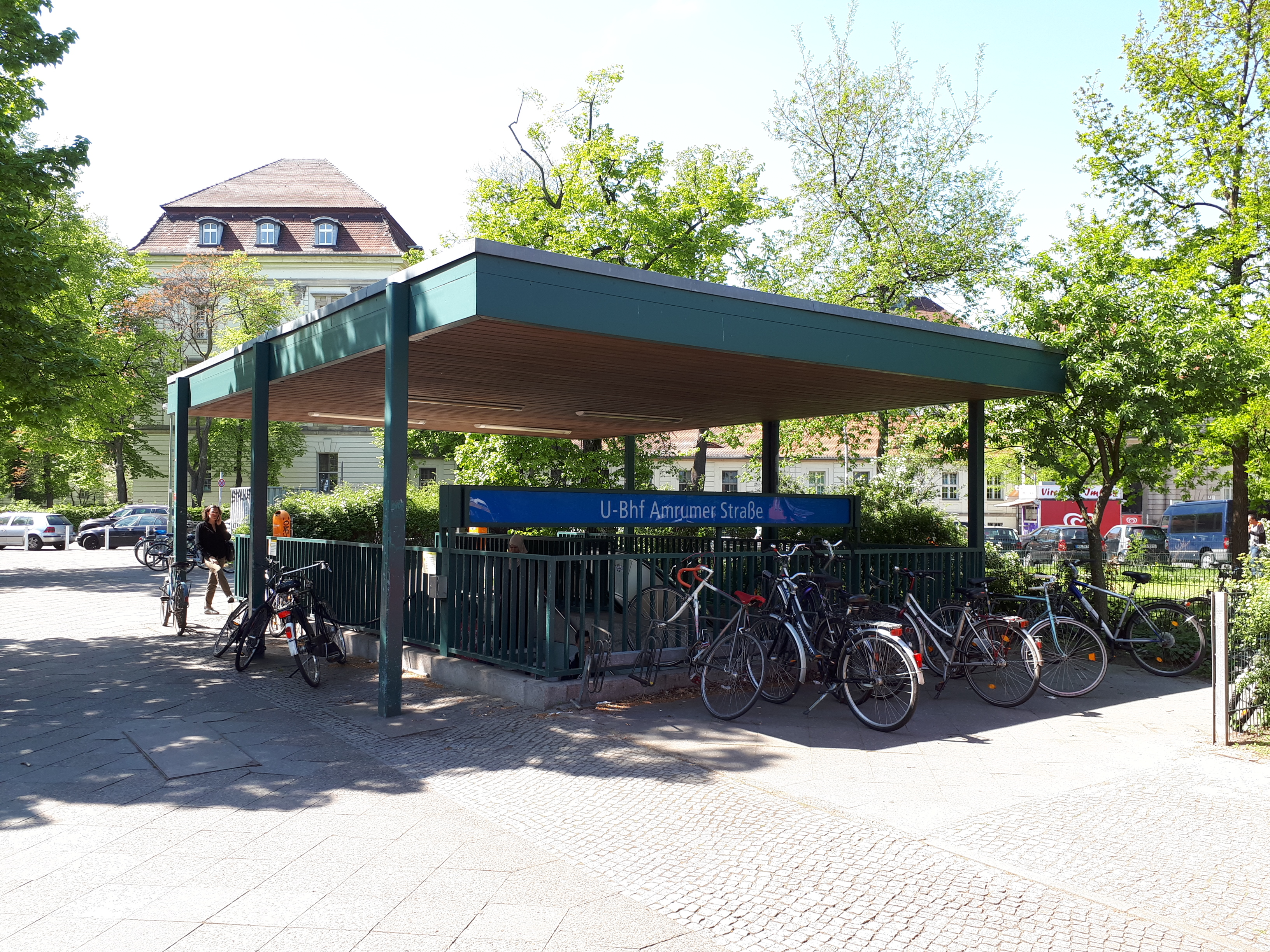
Bahnhofseingang am Augustenburger Platz

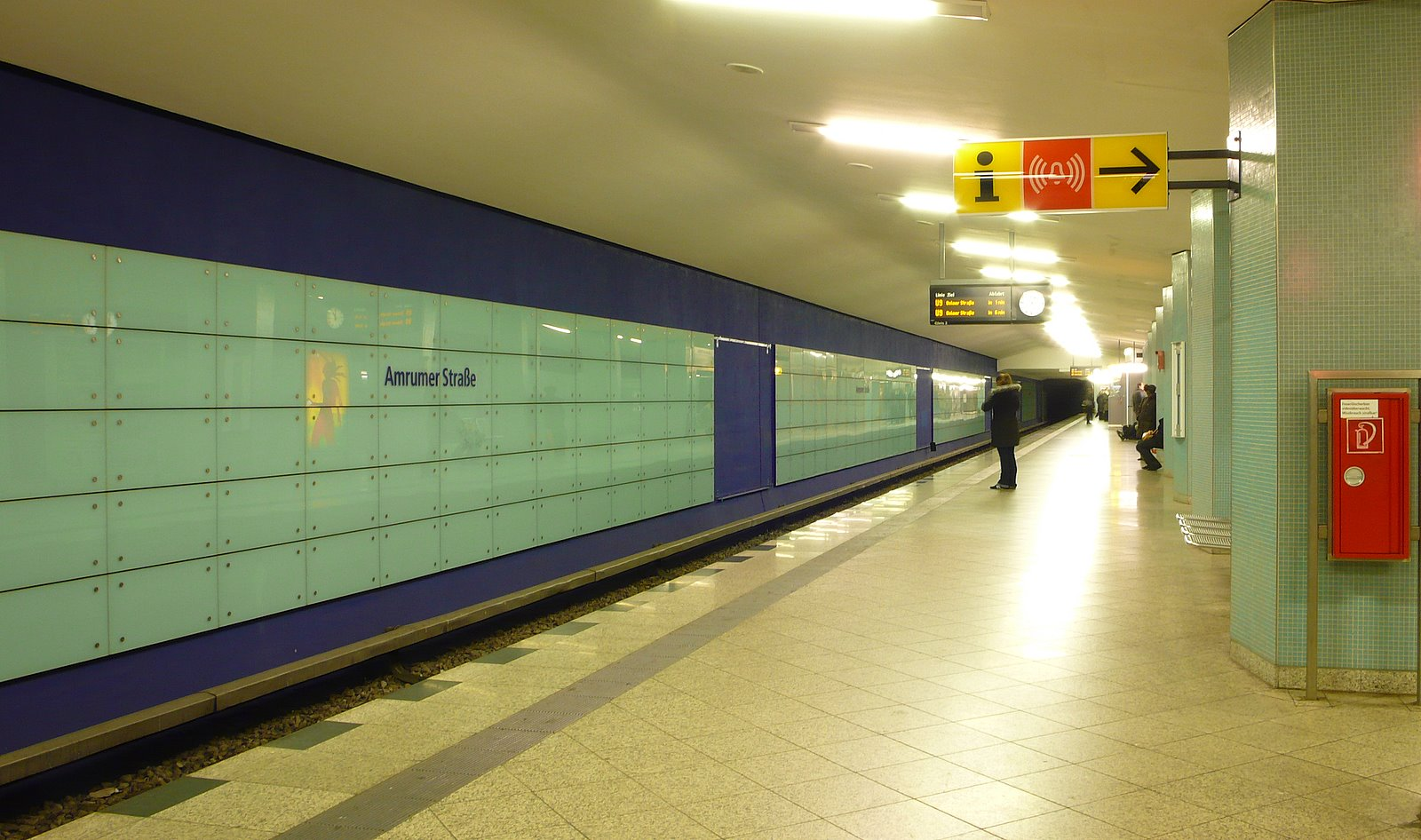
Bahnsteig

Der U-Bahnhof Amrumer Straße ist eine am 28. August 1961 eröffnete Station der Berliner U-Bahn-Linie U9. Er ist 761 Meter vom U-Bahnhof Leopoldplatz und 820 Meter vom Bahnhof Berlin Westhafen entfernt. Der Bahnhof liegt unter der Luxemburger Straße an der Kreuzung mit der Amrumer und Torfstraße im Ortsteil Wedding des Bezirks Mitte und trägt im Bahnhofsverzeichnis der BVG das Kürzel Am.
Der Bahnhof hat zwei Ausgänge an den Enden eines Mittelbahnsteigs, die in eine Zugangshalle führen, und eine für die ursprüngliche Linie G typische Schmetterlingsdecke, die im südlichen Teil des Bahnhofs flach ist und mit Unterzug gebaut wurde. Grund für diese ungewöhnliche Deckenbauweise ist, dass die Westtangente nach damaliger Planung durch diesen Teil der Stadt verlaufen sollte und die U-Bahn-Trasse an dieser Stelle gekreuzt hätte. Die Mittelstützen sind mit Mosaiksteinen besetzt, die bräunlich grau sind. Die Betonwände sind ausschließlich dunkelblau gestrichen und tragen im Abstand einiger Meter große, hellgrüne Glasflächen, die aus 80 Glasrechtecken zusammengesetzt sind.
Der Bahnhof verfügt über einen Aufzug und ist barrierefrei.
In unmittelbarer Nähe des U-Bahnhofs befinden sich der Campus Virchow-Klinikum der Charité, die Schweißtechnische Lehr- und Versuchsanstalt Berlin-Brandenburg, das Atze Musiktheater und die Berliner Hochschule für Technik (BHT).

## Anbindung
| Linie | Verlauf |
| ----- | --- |
|       | Osloer Straße – Nauener Platz – Leopoldplatz – Amrumer Straße – Westhafen – Birkenstraße – Turmstraße – Hansaplatz – Zoologischer Garten – Kurfürstendamm – Spichernstraße – Güntzelstraße – Berliner Straße – Bundesplatz – Friedrich-Wilhelm-Platz – Walther-Schreiber-Platz – Schloßstraße – Rathaus Steglitz |

Am U-Bahnhof bestehen Umsteigemöglichkeiten von der Linie U9 zu den Omnibuslinien 142 und 221 der BVG.